# Független Szemle (folyóirat, 1933–1935)
Független Szemle 1933. március és 1935. június közt megjelent irodalmi, kritikai és társadalomtudományi folyóirat.

## Irányvonal, munkatársak
A lapot jellemezte a szabad kritikai szellem, s egyben a különböző törekvéseket összefogó humanizmus, egyik gyűjtőhelye lett e folyóirat a polgári demokratikus, a baloldali és az antifasiszta íróknak, grafikusoknak. A folyóiratot Dénes Béla szerkesztette. Szerzői gárdájában ott található Bálint György, Gelléri Andor Endre, Goda Gábor, Hamvas Béla, Nagy Lajos, Németh Aladár, Remenyik Zsigmond, Szalatnai Rezső, Szobotka Tibor, Thurzó Gábor, Vas István, Weöres Sándor, Zelk Zoltán. Az illusztrált folyóirat grafikáit Buday György, Dallos Ilona, S. Szőnyi Lajos és Valér Erik készítette.